# اچ‌ام‌اس راکون (۱۸۸۷)
اچ‌ام‌اس راکون (۱۸۸۷) (به انگلیسی: HMS Racoon (1887)) یک کشتی بود که طول آن ۱۴۰ فوت (۴۳ متر) بود. این کشتی در سال ۱۸۸۷ ساخته شد.